# Фред Бенсон
Фред Бенсон (нід. Fred Benson, нар. 10 квітня 1984, Аккра) — нідерландський футболіст, що грав на позиції нападника.
Виступав, зокрема, за клуби «Вітесс» та «Валвейк», а також молодіжну збірну Нідерландів.
Володар Кубка Нідерландів.

## Клубна кар'єра
Народився 10 квітня 1984 року в місті Аккра.
У дорослому футболі дебютував 2005 року виступами за команду «Вітесс», в якій провів два сезони, взявши участь у 62 матчах чемпіонату. Більшість часу, проведеного у складі «Вітесса», був основним гравцем атакувальної ланки команди.
Своєю грою за цю команду привернув увагу представників тренерського штабу клубу «Валвейк», до складу якого приєднався 2007 року. Відіграв за команду з Валвейка наступні три сезони своєї ігрової кар'єри. Граючи у складі «Валвейка» також здебільшого виходив на поле в основному складі команди. У складі «Валвейка» був одним з головних бомбардирів команди, маючи середню результативність на рівні 0,34 гола за гру першості.
Згодом з 2010 по 2016 рік грав у складі команд «Шаньдун Лунен», «Валвейк», «Лехія» (Гданськ), «Зволле», «Шериф», «Рапід» (Бухарест) та «Ейселмервогелс».
Завершив ігрову кар'єру у команді «Валвейк», у складі якої вже виступав раніше. Повернувся до неї 2016 року, захищав її кольори до припинення виступів на професійному рівні у 2017 році.

## Виступи за збірну
Протягом 2004–2006 років залучався до складу молодіжної збірної Нідерландів. На молодіжному рівні зіграв у 2 офіційних матчах.

## Статистика виступів

### Статистика клубних виступів
| Сезон               | Команда             | Чемпіонат           | Чемпіонат | Чемпіонат | Національний кубок | Національний кубок | Національний кубок | Континентальні кубки | Континентальні кубки | Континентальні кубки | Усього | Усього |
| Сезон               | Команда             | Ліга                | Ігор      | Голів     | Ліга               | Ігор               | Голів              | Ліга                 | Ігор                 | Голів                | Ігор   | Голів  |
| ------------------- | ------------------- | ------------------- | --------- | --------- | ------------------ | ------------------ | ------------------ | -------------------- | -------------------- | -------------------- | ------ | ------ |
| 2004–05             | «Вітесс»            | E                   | 7         | 1         | КН                 | ?                  | ?                  | -                    | -                    | -                    | 7+     | 1+     |
| 2005–06             | «Вітесс»            | E                   | 28        | 7         | КН                 | ?                  | ?                  | КУЄФА                | 2                    | 0                    | 30+    | 7+     |
| 2006–07             | «Вітесс»            | E                   | 26        | 8         | КН                 | ?                  | ?                  | -                    | -                    | -                    | 26+    | 8+     |
| серп. 2007          | «Вітесс»            | E                   | 1         | 0         | КН                 | ?                  | ?                  | -                    | -                    | -                    | 1+     | 0      |
| Усього за «Вітесс»  | Усього за «Вітесс»  | Усього за «Вітесс»  | 62        | 16        |                    | 0+                 | 0+                 |                      | 2                    | 0                    | 64+    | 16+    |
| 2007–08             | «Валвейк»           | ЕД                  | 28        | 11        | КН                 | ?                  | ?                  | -                    | -                    | -                    | 28+    | 11+    |
| 2008–09             | «Валвейк»           | ЕД                  | 35+4      | 13+2      | КН                 | 1                  | 0                  | -                    | -                    | -                    | 36     | 13     |
| 2009-лют. 2010      | «Валвейк»           | E                   | 21        | 4         | КН                 | 1                  | 0                  | -                    | -                    | -                    | 22     | 4      |
| лют.-черв. 2010     | «Шаньдун Лунен»     | ЧК                  | 7         | 2         | -                  | -                  | -                  | ЛЧ АФК               | 5                    | 1                    | 12     | 3      |
| 2010–11             | «Валвейк»           | ЕД                  | 31        | 18        | КН                 | 4                  | 4                  | -                    | -                    | -                    | 35     | 22     |
| 2011-січ. 2012      | «Лехія» (Гданськ)   | ЕК                  | 11        | 1         | ПЛУ                | 1                  | 0                  | -                    | -                    | -                    | 12     | 1      |
| 2012–13             | «Зволле»            | E                   | 32        | 8         | КН                 | 5                  | 4                  | -                    | -                    | -                    | 37     | 12     |
| 2013–14             | «Зволле»            | E                   | 29        | 7         | КН                 | 3                  | 3                  | -                    | -                    | -                    | 32     | 10     |
| Усього за «Зволле»  | Усього за «Зволле»  | Усього за «Зволле»  | 61        | 15        |                    | 8                  | 7                  | -                    | -                    | -                    | 69     | 22     |
| 2014-січ. 2015      | «Шериф»             | ЧМ                  | 6         | 1         | КМ                 | ?                  | ?                  | ЛЧ+ЛЄ                | 4+0                  | 1+0                  | 10+    | 1+     |
| січ.-черв. 2015     | «Рапід» (Бухарест)  | ЧР                  | 13        | 0         | КР                 | ?                  | ?                  | -                    | -                    | -                    | 13+    | 0+     |
| 2015–16             | «Ейселмервогелс»    | Topklasse           | 19        | 6         | КН                 | 0                  | 0                  | -                    | -                    | -                    | 19     | 6      |
| 2016–17             | «Валвейк»           | ЕД                  | 23+2      | 6+0       | КН                 | 1                  | 1                  | -                    | -                    | -                    | 26     | 6      |
| Усього за «Валвейк» | Усього за «Валвейк» | Усього за «Валвейк» | 144       | 54        |                    | 7+                 | 5+                 | -                    | -                    | -                    | 151+   | 59+    |
| Усього за кар'єру   | Усього за кар'єру   | Усього за кар'єру   | 345       | 93        |                    | 15+                | 10+                |                      | 11                   | 2                    | 371+   | 105+   |